# 樋口康一
樋口 康一（ひぐち こういち）は、日本の言語学者、愛媛大学教授。京都大学卒業。
大阪府大阪市出身。モンゴル語、アルタイ諸語の言語学が専攻で、日本・韓国及び日本・トルコの相互理解促進の方策研究である。本職だけでなく、ラジオのパーソナリティーとして2009年4月から2010年9月まで「プロフェッサー樋口のMR.マンデー」（南海放送ラジオ）に出演していた。

## 著書
- 『蒙古語「宝徳蔵般若経」の研究』（渓水社、1991年、金田一京助博士記念賞）
- 『蒙古語「宝網経」の研究』（多賀出版、1994年）
- 『蒙古語「牛首山授記経」の研究』（勉誠社、1998年）

## ラジオ出演
- 青春シャッフル（南海放送ラジオ）
- 王様の耳?ロバの耳!（南海放送ラジオ）
- プロフェッサー樋口のMR.マンデー（南海放送ラジオ）